# Adoxia nigricornis
Adoxia nigricornis es un coleóptero de la familia Chrysomelidae. Fue descrita científicamente por primera vez en 1886 por Sharp.